# Комуна (фільм, 2016)
«Комуна» (дан. Kollektivet) — данський драматичний фільм, знятий Томасом Вінтербергом. Світова прем'єра стрічки відбудеться у лютому 2016 року на Берлінському міжнародному кінофестивалі. Фільм розповідає про спалах особистих бажань, солідарності й терпимості в комуні в 70-ті роки.

## У ролях
- Ульріх Томсен — Ерік
- Фарес Фарес — Аллон
- Тріне Дюргольм — Анна
- Томас Вінтерберґ

## Визнання
| Нагороди та номінації фільму «Комуна» | Нагороди та номінації фільму «Комуна» | Нагороди та номінації фільму «Комуна» | Нагороди та номінації фільму «Комуна» | Нагороди та номінації фільму «Комуна» | Нагороди та номінації фільму «Комуна» |
| Рік                                   | Кінопремія / Кінофестиваль            | Категорія / Нагорода                  | Номінант                              | Результат                             | Дж                                    |
| ------------------------------------- | ------------------------------------- | ------------------------------------- | ------------------------------------- | ------------------------------------- | ------------------------------------- |
| 2016                                  | Берлінський міжнародний кінофестиваль | «Золотий ведмідь» за найкращий фільм  | «Комуна»                              | Номінація                             |                                       |
| 2016                                  | Європейський кіноприз                 | Найкращий монтажер                    | Янус Біллесков Янсен, Анне Йостеруд   | Перемога                              | [ 4 ]                                 |
| 2017                                  | Європейський кіноприз                 | Приз глядацьких симпатій              | «Комуна»                              | Номінація                             | [ 5 ]                                 |